# Jörg Bruder
Jörg Bruder (São Paulo, 16 de noviembre de 1937-Longjumeau, 11 de julio de 1973) fue un regatista brasileño.
Fue el primero en conseguir tres Campeonatos Mundiales de la clase Finn (1970, 1971 y 1972). Falleció en el accidente del vuelo 820 de Varig a los 35 años de edad cuando se dirigía al Mundial de 1973 en Brest (Francia), donde iba a intentar conseguir su cuarto título consecutivo. Fue subcampeón en 1966 y 1969, y tercero en 1968. Desde 2003 se otorga La Copa de Plata Jörg Bruder al campeón del mundo juvenil de la clase Finn. 
También era fabricante de mástiles, primero de madera y posteriormente de aluminio.
Compitió en los Juegos Olímpicos de Tokio 1964 y México 1968 en la clase Finn, y en los de Múnich 1972 en la clase Star.
En la clase Finn también consiguió dos medallas de oro en los Juegos Panamericanos: En  Winnipeg 1967 y en Cali 1971, y en la clase Star fue subcampeón del mundo en 1972 y segundo en el Campeonato Europeo de 1970.
En 1972, al año anterior a su fallecimiento, no solamente ganó el Mundial de la clase Star, sino que también ganó la Semana de Kiel y el Campeonato de Brasil de la clase Snipe.